# Koszęcin (Silezië)
Koszęcin is een dorp in de Poolse woiwodschap Silezië. De plaats maakt deel uit van de gemeente Koszęcin en telt 4500 inwoners.

## Verkeer en vervoer
- Station Koszęcin